# Beloslava Krasteva
Beloslava Krasteva est une joueuse d'échecs bulgare née en 2004.
Au 1er décembre 2022, elle est la troisième joueuse bulgare et la 99e joueuse mondiale avec un classement Elo de 2 350 points.

## Biographie et carrière
Elle finit troisième du championnat de Bulgarie d'échecs féminin en 2019, puis gagna le titre de championne de Bulgarie en 2020.
Lors de l'olympiade d'échecs de 2022 féminine, elle marque 6,5 points sur 10 au troisième échiquier et l'équipe de Bulgarie finit neuvième de la compétition.
En 2023, elle finit à la troisième place du championnat du monde d'échecs junior féminin, derrière l'Argentine Candela Francisco et l'Américaine Carissa Yip (toutes à 8,5 points sur 11 possibles).
En novembre 2023, elle remporte avec l'équipe féminine de Bulgarie le Championnat d'Europe d'échecs des nations (elle jouait comme cinquième échiquier).